# Galley

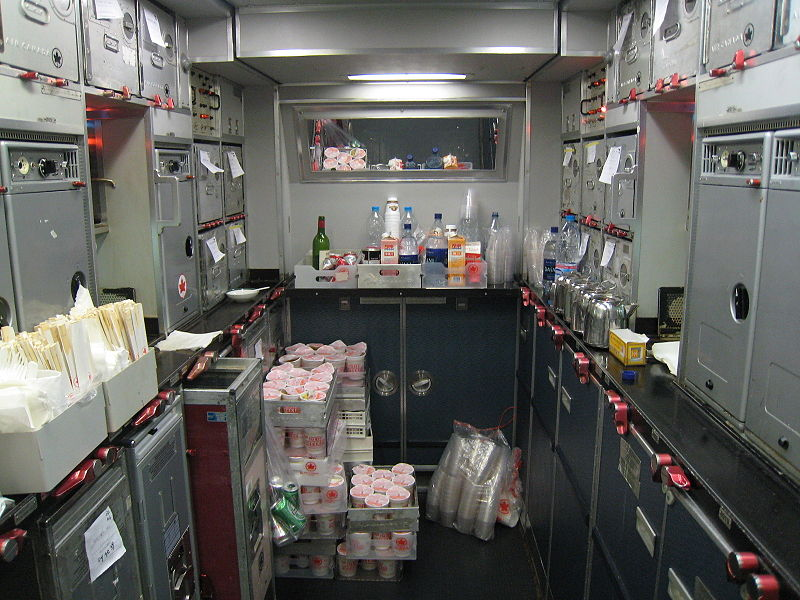
Galley in einem Airbus A340

Mit dem Anglizismus Galley bezeichnet man im Deutschen die Bordküche eines Verkehrsflugzeugs oder eines Schienenfahrzeugs. Im englischen Sprachgebrauch bezeichnet galley allgemein die Küche in Luft-, Schienen- und Wasserfahrzeugen.

## Beschreibung
Eine Bordküche unterscheidet sich von normalen Küchen hauptsächlich durch die sehr beengten Platzverhältnisse und durch die speziellen Behältnisse (Boxen) und Wagen (Trolleys), die für den Gebrauch während des Transportes optimiert sind. Im Allgemeinen ist das Platzangebot so begrenzt, dass man beim Kochen an Bord auf verschiedene Dinge achten muss. Auch gibt es in der Regel als einzige festeingebaute Elektrogeräte nur den Heißluftherd und die Kaffeemaschine, die zugleich Heißwasserboiler ist.

## Geschichte

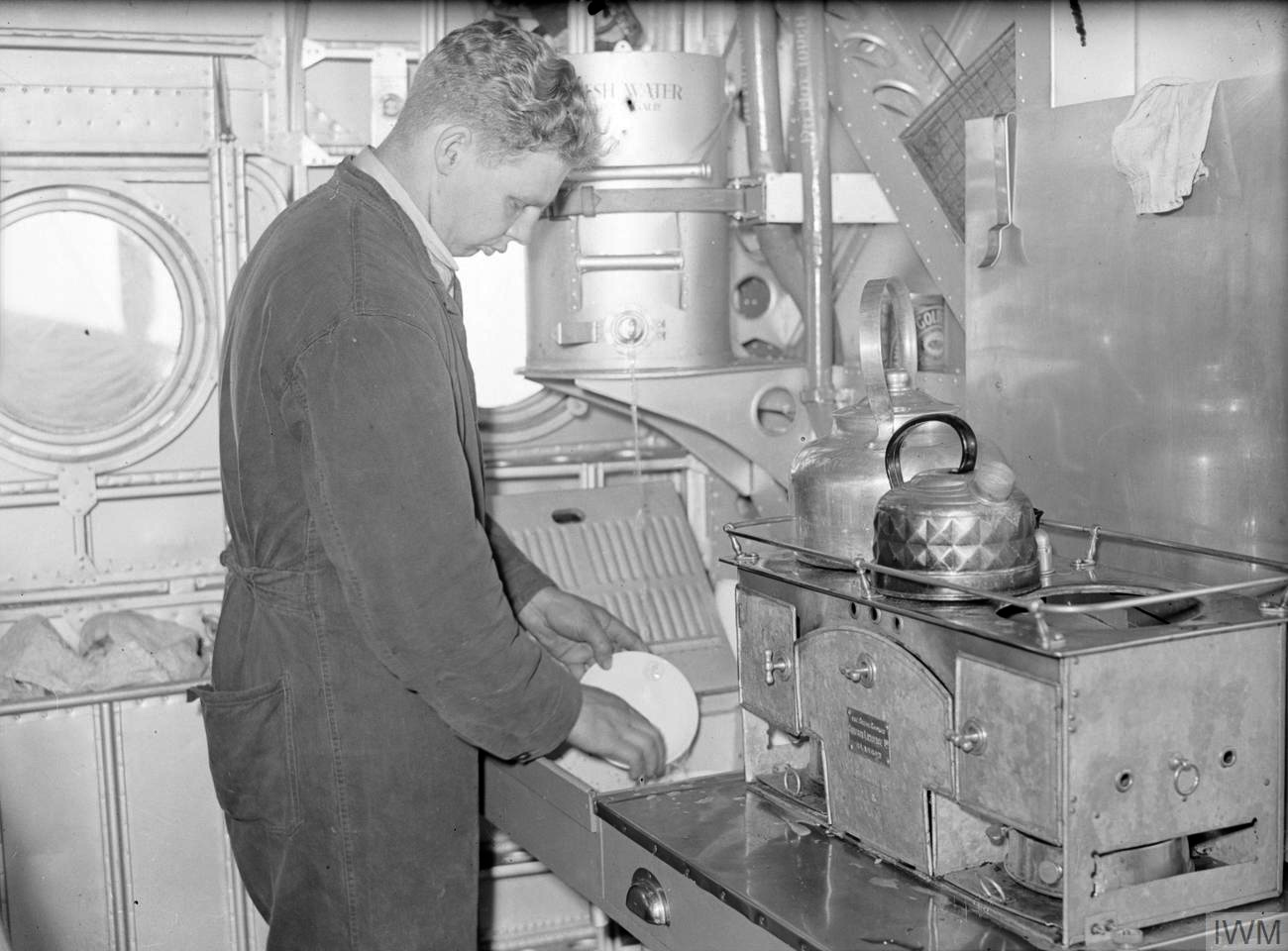
Bordküche in einem Verkehrsflugboot vom Typ Short Sunderland

Die ersten Küchen in Fluggeräten finden sich in den Großluftschiffen wie dem Zeppelin. Hier wurde noch ein mehrgängiges Menü für die Passagiere auf traditionelle Art in elektrischen Kochgeräten hergestellt, was in den ersten Passagierflugzeugen auf Grund des Platzbedarfs für eine herkömmliche Küche dieser Zeit nicht möglich war. Eine erste bekannte Küche in einem Flugzeug bestand aus einer Kochplatte mit Spüle, die 1930 auf Anraten Werner Sells in eine Junkers Ju 52 für einen rumänischen Prinzen eingebaut wurde. Sell, der sich zunächst mit Konzepten zu Einbauküchen beschäftigte, wurde 1954 von Mitarbeitern der Lufthansa beauftragt, eine Küche für die Flugzeuge der neuen Atlantikstrecken der Lufthansa zu entwickeln. Die bisher bekannten, in den USA gefertigten Flugzeugküchen waren ungeeignet für die Zwecke der Lufthansa. Durch überzeugende Konzepte und Ideen für die geplante Flugzeugküche konnte sich Sell bald zu einem der führenden Hersteller von Flugzeugküchen entwickeln, die noch heute in einer großen Zahl von Flugzeugen eingebaut werden.

## Heutiger Einsatz
Flugzeugküchen sind optimiert auf die Zubereitung von Speisen auf engstem Raum, so dass herkömmliche Kücheneinrichtungen und -materialien kaum Verwendung in Flugzeugküchen finden. Üblicherweise werden die zubereiteten Gerichte nicht vor Ort gekocht, sondern lediglich Fertiggerichte aufgewärmt; es gibt nur sehr wenige Fluggesellschaften, die tatsächlich kochen. Doch nicht nur der Platzbedarf ist ausschlaggebend für den Verzicht auf eine umfangreiche Einrichtung, auch würden Sicherheitsbestimmungen das Zubereiten einer vollständigen Mahlzeit verbieten.
Das Flugzeugessen, vorbereitet, portioniert und oft tiefgekühlt von Catering-Diensten geliefert, wird in Dampfgarern oder Mikrowellengeräten aufgewärmt und den Passagieren serviert. Die Zubereitung der im Flugzeug gereichten Speisen beginnt bis zu 72 Stunden vor Start der Maschine. Die Versorgung mit Essen gehört zu den wichtigsten logistischen Aufgaben im Personenflugverkehr. Vorgaben der Fluggesellschaft, Passagierzahlen und Sonderbestellungen müssen koordiniert werden. Zudem werden zusammen mit den Speisen auch die Duty-free-Artikel durch Caterer an Bord der Flugzeuge gebracht.
Die im Flugzeug notwendige Küchentechnik reduziert sich auf Kühleinheit und Wärmgerät, zusammen meist Küchenschrank (Pantry) genannt. In den meisten modernen Flugzeugen werden die Speisen direkt per Rollcontainer (Trolleys) und Behältern angeliefert. Eine Boeing 747-400 beispielsweise wird mit 114 Behältern, 102 Trolleys und 18 Öfen bestückt.
In neueren Flugzeugen wie beispielsweise im Airbus A340-600 besteht die Möglichkeit, optional kühlbare Abteile einbauen zu lassen. Diese arbeiten wirkungsvoller als das sonst üblicherweise benutzte Trockeneis, welches bei Erwärmung sublimiert und dann keine kühlende Wirkung mehr besitzt.
Sehr wichtig in Flugzeugen ist die Möglichkeit, jeden herausnehmbaren Behälter, jeden Trolley und jede Tür mit Knebeln gegen das Herausfallen bzw. Öffnen zu sichern. Dies ist besonders wichtig bei Start und Landung sowie bei Turbulenzen.
Weltweit verwenden Fluggesellschaften hauptsächlich die vom ATLAS- und KSSU-Konsortium entwickelten Standardnormen ATLAS und KSSU bei Galleys und Trolleys, wobei ATLAS zu rund 80 % und KSSU zu rund 20 % genutzt wird. Der Flugzeughersteller Airbus hat im Jahr 2008 ein weiteres Kabinenkonzept für Galleys vorgestellt, das den Namen SPICE trägt (SPace Innovative Catering Equipment).
Als Ausnahme sind die Küchen von Flugzeugen für Geschäftsreisende zu sehen. Während in normalen Verkehrsflugzeugen das primäre Ziel die schnelle und effektive Versorgung der Passagiere ist, liegt der Schwerpunkt in den auf Geschäftsreisende spezialisierten Flugzeugen auf dem Fluggastkomfort. Die Bordküche kann an verschiedene Bedürfnisse angepasst werden, deren Möglichkeiten fast keine Grenzen gesetzt sind und die nur durch den zur Verfügung stehenden Raum begrenzt werden.
Da die Galley oft auch als Trennung zwischen Passagierklassen genutzt wird, kann direkt bündig auch die Bordtoilette angebaut werden.
|                        | ATLAS | ATLAS  | ATLAS | KSSU | KSSU   | KSSU  |
| ---------------------- | ----- | ------ | ----- | ---- | ------ | ----- |
|                        | Höhe  | Breite | Tiefe | Höhe | Breite | Tiefe |
| trolley fullsize       | 103   | 30,4   | 81    | 103  | 30,4   | 84,8  |
| trolley halfsize       | 103   | 30,4   | 40,5  | 103  | 30,4   | 42,4  |
| Standard unit halfsize | 27,8  | 29,4   | 40,9  | 31,5 | 29,5   | 42,5  |
| Standard unit fullsize | 42    | 29,4   | 40,9  | 47   | 29,5   | 42,5  |
| oven rack              | 41,4  | 22,55  | 38,7  | 38   | 25,5   | 36,2  |